# Список правителів Аквітанії

Герб герцогства Аквітанського

Герцоги Аквітанії (фр. Duc d'Aquitaine) правили герцогством Аквітанія, яке, в основному, збігалося за територією з історичною областю Аквітанія, під сюзеренітетом спочатку королів Франків, а згодом королів Франції.

## Герцоги й королі Аквітанії за Франкських королів
- Храмн (Chramn) (555—560)
- Дезідерій (583—587)
- Бладаст (Bladast) (583—587)
- Астробальд (587—589)
- Сереус (Sereus) (589—592)
- Гаріберт II (629—632), син Хлотара II, король Аквітанії зі столицею в Тулузі
- Гільперік (632)
- Боггіс (Boggis, Bohggis, Bodogisel) (632—660)
- Фелікс (660—670)
- Луп I (670—676)
- Одо Великий (688—735), можливо почав правити з 692, 700, або 715, його походження невідоме
- Гунальд I (Hunald) (735—748), син попереднього, зрікся престолу та пішов у монастир, можливо, пізніше повернувся до влади (див. далі)
- Вайфер (748—767), син попереднього
- Гунальд II (767—769), можливо Гунальд I, що повернувся з монастиря, або інший Гунальд, втік до Лупа II Гасконського й був виданий Карлу Великому
- Луп II (768—781), Герцог Гасконі, ставленик Карла Великого і родич Гунальда

## Королі Аквітанії з династії Каролінгів
Після 778 року Карл I Великий не призначав більше герцогів Аквітанії. У 781 році він призначив свого сина Людовіка васальним королем Аквітанії. Після Людовіка ще низка представників династії Каролінгів правили цим регіоном як королі, залежні від франкської імперії.
- 781-817: Людовик I Благочестивий (778-840).
- 817-832, 834-838: Піпін I (797-838), син попереднього.
- 838-839, 843-848, 854: Піпін II (823-864), син попереднього, відновлений 855 й до самої смерті у 864 боровся з кандидатом від Карла II Лисого.
- 832-834, 839-843, 848-852: Карл I Лисий (823-877), син Людовика I
- 852-855: Людовик II Молодший (835-882), син Людовика II Німецького та племінник Карла II Лисого.
- 855-863, 865-866: Карл II Дитя (847-866), син Карла II Лисого.
- 867-879: Людовик III Заїка (846-879), син Карла Лисого, також король Франції з 877 року
- 879-884: Карломан (866-884), син попереднього, також король Бургундії
- Рауль[1]
- 982-987: Людовик IV Лінивий (966-987).

Після 882 року, коли Карломан спадкував своєму брату Людовику III і став королем Франції, Аквітанія залишилась під верховною владою королів Франції.

## Герцоги Аквітанії при королях Франції
Королі Франків з династії Каролінгів знову почали призначати герцогів Аквітанії у 852, потім, після невеликої перерви, у 887 році. Згодом, за Плантагенетів, герцогство почало називатись «Гієнь».
843 : Бего (пом. 843)
Рамнульфіди
- 852—866 : Рамнульф I, також граф де Пуатьє.

Гільєміди
- 885—886 : Бернар Плантвелю, син Бернара Септиманського, маркграф Аквітанії, також граф Отену, граф Роде, граф Ормуа, граф Оверні, граф Тулузи, граф Буржу, маркіз Готії, граф Макону, граф Ліона

Рамнульфіди
- 887—890 : Рамнульф II, син Рамнульфа I, також граф де Пуатьє, самопроголосив себе Королем Аквітанії у 888 і був ним до своєї смерті
- 890—893 : Ебль Бастард (також Манцер), позашлюбний син Рамнульфа, також граф де Пуатьє й Оверні.

Гільєміди
- 893—918 : Ґійом I Благочестивий, також граф Оверні

Беллоніди
- 918—926 : Ґійом II Молодий, племінник Ґійома I, також граф Оверні.
- 926—927 : Акфред, брат Ґійома II, також граф Оверні.

Рамнульфіди
- 927—932 : Ебль Бастард (також Манцер), удруге.

Раймундіди
- 932—936 : Раймунд I Понс, маркіз Готії
- 936—955 : Раймунд II, маркіз Готії

Капетинги
- 955—956 : Гуго I Великий, герцог Франції
- 956—962 : Гуго II Капет, також король Франції

Рамнульфіди
- 962—963 : Ґійом III Патлатий , син Ебля, також граф де Пуатьє й Оверні. Граф герцогства Аквітанія з 959.
- 963—995 : Ґійом IV Залізнорукий, син попереднього, також граф де Пуатьє.
- 995—1030 : Ґійом V Великий, син попереднього, також граф де Пуатьє.
- 1030—1038 : Ґійом VI Товстий, 1-й син попереднього, також граф де Пуатьє.
- 1038—1039 : Ед, 2-й син Ґійома V, також граф де Пуатьє і герцог Гасконі.
- 1039—1058 : Ґійом VII, 3-й син Ґійома V, також граф де Пуатьє.
- 1058—1086 : Ґійом VIII, 4-й син Ґійома V, також граф де Пуатьє і герцог Гасконі.
- 1086—1127 : Ґійом IX Трубадур, син попереднього, також граф де Пуатьє і герцог Гасконі.
- 1127—1137 : Ґійом X Святий, син попереднього, також граф де Пуатьє і герцог Гасконі.
- 1137—1204 : Елеонора, дочка попереднього, також графиня де Пуатьє і герцогиня Гасконі, була послідовно дружиною короля Франції Людовіка VII й короля Англії Генріха II.

Їй спадкували її нащадки від останнього чоловіка, оскільки від першого вона мала тільки дочок.
- 1137—1152 : Людовік I Молодий, також король Франції, був герцогом Аквітанії як чоловік Елеонори.

Плантагенети
- 1152—1172 : Генріх I Короткий Плащ, також король Англії, був герцогом Аквітанії як чоловік Елеонори.
- 1172—1199 : Річард I Левове Серце, також король Англії, герцог Аквітанії через свою матір.
1196—1198 : Оттон I, граф Пуатьє і герцог Аквітанії [2], також імператор Священної Римської імперії (Оттон IV)
- 1199—1216 : Іоанн Безземельний, також король Англії, герцог Аквітанії через свою матір до 1204.
- 1216—1272 : Генріх II, також король Англії.
- 1272—1306 : Едуард I Довгоногий, також герцог Гасконі з 1252 і король Англії.
- 1306—1325 : Едуард II, також король Англії.
- 1325—1362 : Едуард III, також король Англії.

## Правителі Аквітанії за Плантагенетів
У 1337 році король Франції Філіп VI зажадав від Едуарда III, короля Англії й герцога Аквітанського, повернення феодального володіння герцогства Аквітанського (Гієнського). Едуард у відповідь зажадав для себе корону Франції за правом свого походження — за материнською лінією він був онуком короля Франції Філіпа IV Красивого. Цей конфлікт спровокував початок Столітньої війни, під час якої Плантагенети й Валуа домагались свого панування над Аквітанією.
У 1360 році Англія та Франція підписали Угоду в Бретіньї, за якою Едуард відмовлявся від прав на корону Франції, але залишався герцогом Аквітанії. Однак 1369 року угоду було порушено і війна продовжилась.
У 1362 році король Едуард III, як герцог (лорд) Аквітанії, зробив свого старшого сина Едуарда, принца Уельського князем Аквітанії.
- 1362—1375: Едуард IV Чорний Принц, 1-й син Едуарда III, також принц Уельський.
- 1377—1390: Річард II, син попереднього, також король Англії.

У 1390 році король Річард II призначив свого дядька Джона Гонта Герцогом Аквітанії, який передав цей титул своїм нащадкам.
- 1390—1399: Іоанн II, 2-й син Едуарда III, також герцог Ланкастер.
- 1399—1399: Генріх III, успадкував герцогство від батька, став королем Англії, передав герцогство своєму сину.
- 1399—1422: Генріх IV, син попереднього, також король Англії 1413—1422.

Ставши королём Англії, Генріх продовжував правити й Аквітанією. Він зробив успіхи в отриманні французької корони для своїх нащадків, уклавши угоду в Труа (1420). Син Генріха, Генріх VI, був проголошений королем Англії та Франції у 1422 році, але поступово втратив контроль над володіннями у Франції (остаточно — до 1453 року).

## Герцоги Аквітанії з династій Валуа та Бурбонів
Королі Франції з династії Валуа, претендуючи на господство над Аквітанією, надавали титул герцогів Аквітанських своїм старшим синам, Дофінам.
- 1345—1350 : Іоанн III Добрий (1319—1364), син Філіпа VI, у 1350 став королем Франції.
- 1392—1401 : Карл I (1392—1401), син Карла VI, дофін.
- 1401—1415 : Людовік II (1401—1415), син Карла VI, дофін.
- 1424—1441 : Маргарита Бургундська  (1390—1441), вдова попереднього.

Після завершення Столітньої війни, Аквітанія повернулась у володіння французької корони та увійшла до складу домену королів Франції. Тільки зрідка король давав герцогство і титул герцога Аквітанії одному з представників своєї династії.
- 1469—1472 : Карл II (1446—1472), син Карла VII.
- 1753—1754 : Ксавьє (1753—1754), 2-й син Луї-Фердинанда, дофіна Франції.

## Титулярний герцог Аквітанський
1972—2000: Гонсальво де Бурбон (1937—2000), принц Французький, молодший син претендента на трон Франції Жака Анрі де Бурбон, «герцога Анжуйського та Сеговії». Зведений у герцоги Аквітанії своїм батьком 21 вересня 1972.